# Haunsheim
Haunsheim est une commune de Bavière (Allemagne), située dans l'arrondissement de Dillingen, dans le district de Souabe.